# Kristiane Allert-Wybranietz
Kristiane Allert-Wybranietz (* 6. November 1955 in Rehren bei Obernkirchen (Weserbergland); † 18. Februar 2017) war eine deutsche Schriftstellerin.

## Leben und Wirken
Kristiane Allert-Wybranietz besuchte eine Realschule und absolvierte anschließend eine Ausbildung zur Rechtsanwaltsgehilfin. Von 1975 bis 1979 arbeitete sie als Sekretärin.
Allert-Wybranietz erzielte in den 1980ern große Aufmerksamkeit mit sehr persönlich gehaltenen, leicht konsumierbaren poetischen Kurz- und Kürzest-Texten, in denen es in der Regel um Details des Beziehungslebens ging. Sie veröffentlichte diese Texte unter dem Titel Verschenktexte und hatte sie anfangs teilweise tatsächlich kostenlos verteilt oder auch ohne Honorar im Ulcus Molle Info publiziert. In den frühen 1980ern wurden u. a. diese Verschenktexte dann zu derartigen Bestsellererfolgen im Fellbacher Lucy Körner Verlag, dass sie 1984 sogar durch eine Parodie des Cartoonisten Tetsche gewürdigt wurden. Ab Mitte der 1980er veröffentlichte Allert-Wybranietz ihre Bücher dann vor allem im Münchner Heyne Verlag.
Seit 1979 mit Volker Wybranietz verheiratet, der zahlreiche Bücher von ihr auch mit seinen Fotografien illustriert hat, lebte Kristiane Allert-Wybranietz als freie Schriftstellerin in Rolfshagen.

## Werke
- Trotz alledem, Fellbach 1980
- Wie finde ich den richtigen Verlag?, München 1980
- Liebe Grüße, Fellbach 1982
- Wenn’s doch nur so einfach wär, Fellbach 1984
- Du sprichst von Nähe, München 1986
- Dem Leben auf der Spur, München 1987
- Freude spüren, Leipzig 1988
- Blumen blühen jeden Tag, München 1990
- Der ganze Himmel steht uns zur Verfügung, München 1990
- Farbe will ich, nicht schwarzweiß, München 1992
- Willkommen im Leben! Wo warst du so lange?, München 1994
- Angst ist nicht Schwäche, München 1995
- Leben ist Liebe, München 1995
- Heute traf ich die Sehnsucht, München 1996
- Alles Liebe, München 1997
- Hoffnungsschimmer auf Hochglanz poliert, München 1997
- Herzlichst …, Zug [u. a.] 1998 (zusammen mit Volker Wybranietz)
- In stiller Anteilnahme, Zug [u. a.] 1998 (zusammen mit Volker Wybranietz); ISBN 978-3-7607-1752-4
- Schön, daß es dich gibt, Zug [u. a.] 1998 (zusammen mit Volker Wybranietz); ISBN 978-3-7607-2737-0
- Von Herzen gute Besserung, Zug [u. a.] 1998 (zusammen mit Volker Wybranietz)
- Die Kunst einfach zu leben, Zug [u. a.] 1999 (zusammen mit Volker Wybranietz)
- Laß dir deine Träume nicht stehlen, München 1999
- In Gedanken bin ich bei dir, München 2000 (zusammen mit Volker Wybranietz); ISBN 978-3-7607-4177-2
- Jeder Augenblick ist einzigartig, München 2000 (zusammen mit Volker Wybranietz); ISBN 978-3-7607-4176-5
- Lach dem Leben ins Gesicht, München 2000
- Nimm dir etwas Zeit für dich, München 2000 (zusammen mit Volker Wybranietz); ISBN 978-3-7607-2814-8
- Du schaffst es, München 2001 (zusammen mit Volker Wybranietz)
- Liebesgedichte, München 2001
- Eine schöne Weihnachtszeit, München 2001 (zusammen mit Volker Wybranietz)
- Verzeih mir, München 2001 (zusammen mit Volker Wybranietz)
- Zum Geburtstag das Allerbeste, München 2001 (zusammen mit Volker Wybranietz); ISBN 978-3-7607-2815-5
- Am Horizont leuchtet die Hoffnung, München 2002
- Danke …, München 2002 (zusammen mit Volker Wybranietz)
- Deine Freundschaft macht mich reich, München 2002 (zusammen mit Volker Wybranietz)
- Deine Zukunft beginnt jetzt, München 2002 (zusammen mit Volker Wybranietz)
- Willkommen liebes Kind, München 2002 (zusammen mit Volker Wybranietz)
- Gemeinsam ins Glück, München 2003 (zusammen mit Volker Wybranietz)
- Zeit für besondere Momente, München 2003 (zusammen mit Volker Wybranietz)
- Zeit für meine Träume, München 2003 (zusammen mit Volker Wybranietz)
- Kopf hoch!, München 2004 (zusammen mit Volker Wybranietz)
- Zeit für ein kleines Lächeln, München 2004 (zusammen mit Volker Wybranietz)
- Zeit zum Genießen, München 2004 (zusammen mit Volker Wybranietz)

## Herausgeberschaft
- Abseits der Eitelkeiten, München 1987
- Kinder schreiben an Reagan und Gorbatschow, München 1988
- Wir selbst sind der Preis, München 1989
- Schweigen brennt unter der Haut, München 1991
- Stark genug, um schwach zu sein, München 1993
- Zwei Koffer voller Sehnsucht, München 1993
- Träume, nicht nur für den Tag, München 1994
- Regenbogen der Gefühle, München 1996
- Leben beginnt jeden Tag, München 1998
- Nur ein paar Schritte zum Glück, München 1999
- Weißt du noch das Zauberwort …, München 2000
- Unverhofft streift uns das Glück, München 2001
- Am Ufer der Träume, München 2004

## Parodie
- Tetsche: Tetsche’s Grüße: „Trotz alledem – Texte, die man sich schenken kann“ von Kristiane Ballert-Pyrowitz. Elefanten Press, Berlin 1984, ISBN 3-88520-150-X.